# Emanuele Tesauro

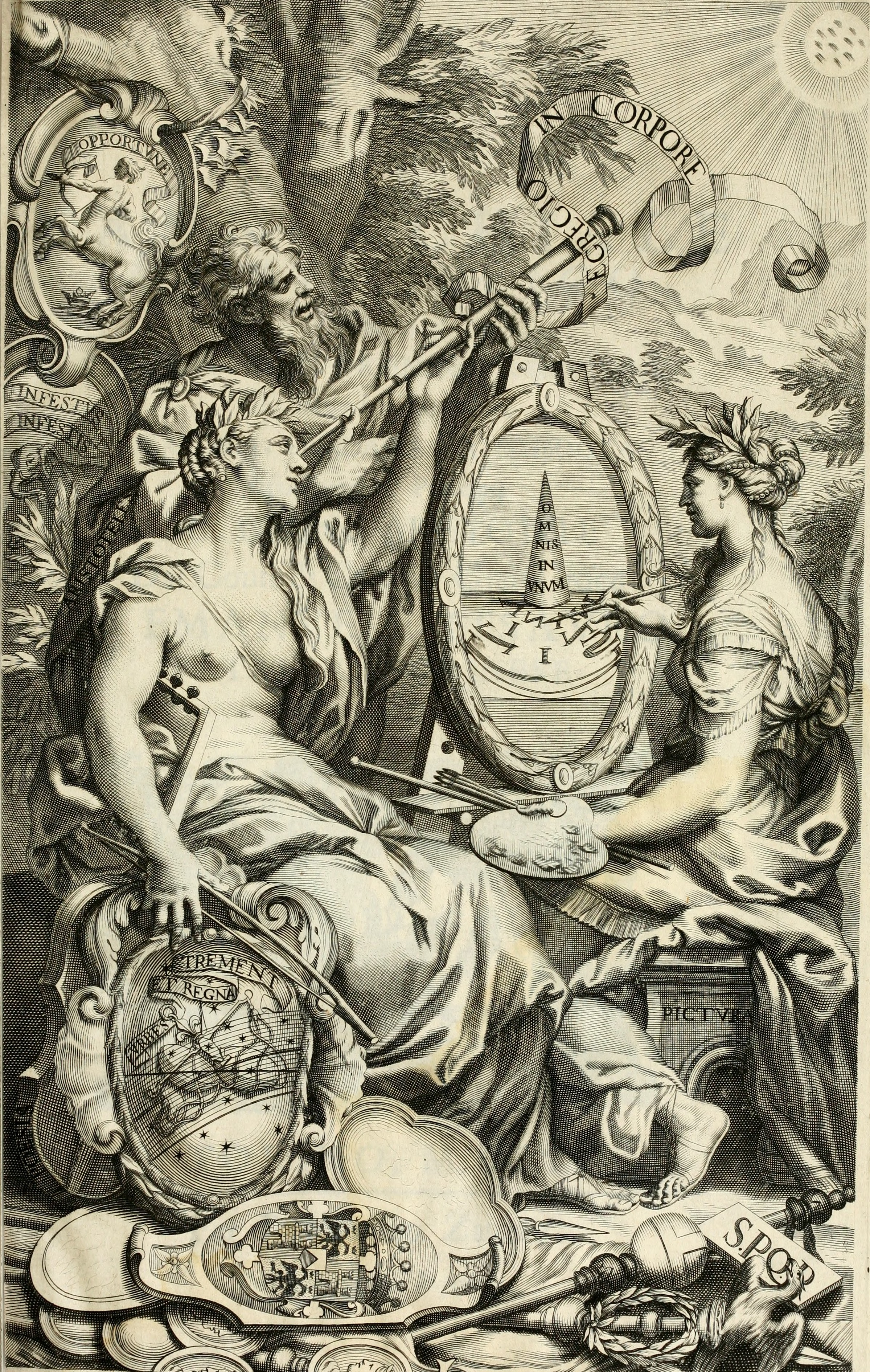
Frontispiz aus Emanuele Tesauro: Cannochiale Aristotelico. Turin 1670

Emanuele Tesauro (* 1592 in Turin; † 1675 ebenda) war ein italienischer Rhetoriker, Schriftsteller, Historiker und Dramatiker.

## Leben
Emanuele Tesauro wurde im Jahr 1592 in Turin als Kind wohlhabender Edelleute geboren. Mit zwanzig Jahren trat er in die Gemeinschaft der Jesuiten ein. Nach der Erlangung des ersten Studiengrades arbeitete er zwischen 1618 und 1621 als Professor für Rhetorik in Cremona und Mailand, wo er unter anderem auch als vielbewunderter Prediger in Erscheinung trat.
In diese Zeit fielen auch Tesauros erste Gehversuche als Schriftsteller; er schrieb Epigramme, die aber erst postum veröffentlicht wurden, sowie sein erstes Theaterstück, den Hermengildus. In Neapel betrieb er theologische Studien; hier kam es zu Konflikten mit anderen Mitgliedern des Ordens. 1623 übersiedelte er nach Mailand, um seine Studien abzuschließen; dort entstanden auch die Idea delle perfette imprese und das Giudicio. Nach einer wissenschaftlichen Auseinandersetzung  verließ Tesauro 1634 die Jesuiten, er behielt jedoch seine Priesterwürden. Als Erzieher der Kinder des Herzogs von Savoyen verbrachte Tesauro einige Zeit in Flandern. 1670 initiierte er bei Zavatto in Turin eine erste Gesamtausgabe seiner Werke; die lateinischen Theaterstücke erfuhren eine Übersetzung ins Italienische.

## Werk

### Il cannochiale aristotelico– Das aristotelische Fernrohr
Il cannochiale aristotelico (Erstausgabe 1654, erweiterte Neuauflage 1670), wird, neben der Kunst des Scharfsinns von Baltasar Gracián als wichtigste theoretische Schrift des Konzeptismus und des Barock im weiteren Sinne angesehen (z. B. Gustav René Hocke). Das Fernrohr ist nicht nur die erste große Theorie der Metapher, sondern aller figurierten Rede überhaupt, die auf das anthropologische Phänomen des Scharfsinns (lat. argutia, it. argutezza) zurückgeführt werden: Weil der Mensch eine natürliche Freude an der Erkenntnis von Zusammenhängen in der Natur hat, kann er in der Kunst solche Zusammenhänge, kraft seiner argutia, selbst herstellen. Die "argutezza" ist ein Ausdrucksmittel, ein Instrument, das darauf abzielt, Inhalte nicht auf trivial-utilitaristische Weise zu vermitteln, sondern auf ingeniös-reizvolle. Mit ständiger Rücksicht auf die Rhetorik des Aristoteles leitet Tesauro alle Erscheinungsformen menschlichen Lebens vom Bedürfnis nach metaphorischer Sprache ab. Seine Intention ist insbesondere, der Revolution der poetischen Sprache, die mit Marino eingesetzt hatte, ein theoretisches Fundament zu geben.

### Weitere Werke
Zu den weniger bekannten Schriften Tesauros gehören unter anderem:
- Ermenegildo, Edippo, Ippolito (1621) – klassizistische Tragödien in lateinischer Sprache.
- L’Idea delle perfette imprese (1622) – eine Theorie des Wappenspruchs, die später ins Cannochiale übernommen wird
- Il Giudicio (1625) – auch eine Vorarbeit zum Canocchiale
- Panegirici sacri (1633, erschienen 1659) – geistliche und profane Lyrik
- Inscriptiones (erschienen 1670) – lateinische Epigramme aus seiner Zeit in Mailand
- Filosofia morale (1670) – vielbeachtetes System der Moralphilosophie
- I Campeggiamenti (1674) – Geschichte des Krieges der Piemontesen gegen Spanien
- L’arte delle lettere missive (1674) – Traktat über die Kunst des Briefeschreibens
- begonnene Geschichte Turins, die er jedoch nicht fortsetzen kann und die daher von Ferrero (1679) zu Ende geführt wird.

## Werkausgabe
- Emmanuele Tesauro: Il Cannocchiale Aristotelico. Herausgegeben von August Buck. Bad Homburg, Berlin und Zürich 1968.